# Gaussia gomez-pompae
Gaussia gomez-pompae е вид растение от семейство Палмови (Arecaceae). Видът е световно застрашен, със статут Уязвим.

## Разпространение
Разпространен е в Мексико.